# Niko Kuret
Niko (Miklavž) Kuret, slovenski etnolog, literarni zgodovinar, romanist, * 24. april 1906, Trst, † 26. januar 1995, Ljubljana.
Oče mu je bil poštni poduradnik Franc Kuret, doma iz Gorice, mati pa je bila Ana (rojena Žagar) po rodu iz Furlanije. Na Filozofski fakulteti v Ljubljani je diplomiral iz primerjalne književnosti in romanistike (1930) ter iz etnologije (1946), doktoriral je leta 1956. Med letoma 1954 in 1979 je bil zaposlen na Inštitutu za slovensko narodopisje ZRC SAZU, ki ga je v desetletju 1965-75 (dejansko) tudi vodil. 
Niko Kuret je raziskal mnoge slovenske etnološke posebnosti in jih povzemal v filmih, gledaliških igrah, knjigah, revijah. Zgodovino slovenskega ljudskega  gledališča je strnil v literarnem leksikonu, imenovanem Duhovna drama. Bil je tudi pionir slovenskega lutkovnega gledališča in idejni avtor lika »Pavliha«. Proti koncu življenja je postal tudi (1989 dopisni/izredni, 1991 redni) član SAZU. Njegov sin je bil muzikolog Primož Kuret, vnuk pa je pesnik Robert Kuret.
Njegovo življenjsko delo je knjižna predstavitev slovenskih ljudskih praznikov v štirih knjigah za vsak letni čas pod imenom Praznično leto Slovencev: starosvetne šege in navade od pomladi do zime. Knjiga je bila kasneje še enkrat izdana v dveh zvezkih pri založbi Družina s skupaj skoraj 1400 strani. Kuret je raziskoval tudi maske slovenskih pokrajin in o tem izdal knjigo. Pod njegovim vodstvom so po drugi svetovni vojni obnovili tradicionalno cerkljansko pustovanje znano kot laufarija. Kuret je leta 1957 ustanovil Odbor za etnografski film.

## Dela
- Pavliha: Knjiga o ročnih lutkah, 1942
- Veselja dom: igre in razvedrila v družini, 1942 (nova izdaja; Vesele ure, 1969)
- Ziljsko štehvanje in njegov evropski okvir, 1963
- Praznično leto Slovencev. Starosvetne šege in navade od pomladi do zime. Zvezek 1, 2 (1965; nova izd.: Družina, 1989)
- Duhovna drama, 1981
- Jaslice na Slovenskem. Kulturno-zgodovinski in narodopisni oris, 1981
- Maske slovenskih pokrajin. Cankarjeva založba in ZRC SAZU, Institut za slovensko narodopisje, Ljubljana 1984
- Slovensko Štejersko pred marčno revolucijo 1948, I-IV, 1985, 1987, 1989, 1993
- Slovenska koledniška dramatika, 1986

## O njem
- Čar izročila: zapuščina Nika Kureta(1906-1995), 2008